# Gräfenhain (Ohrdruf)

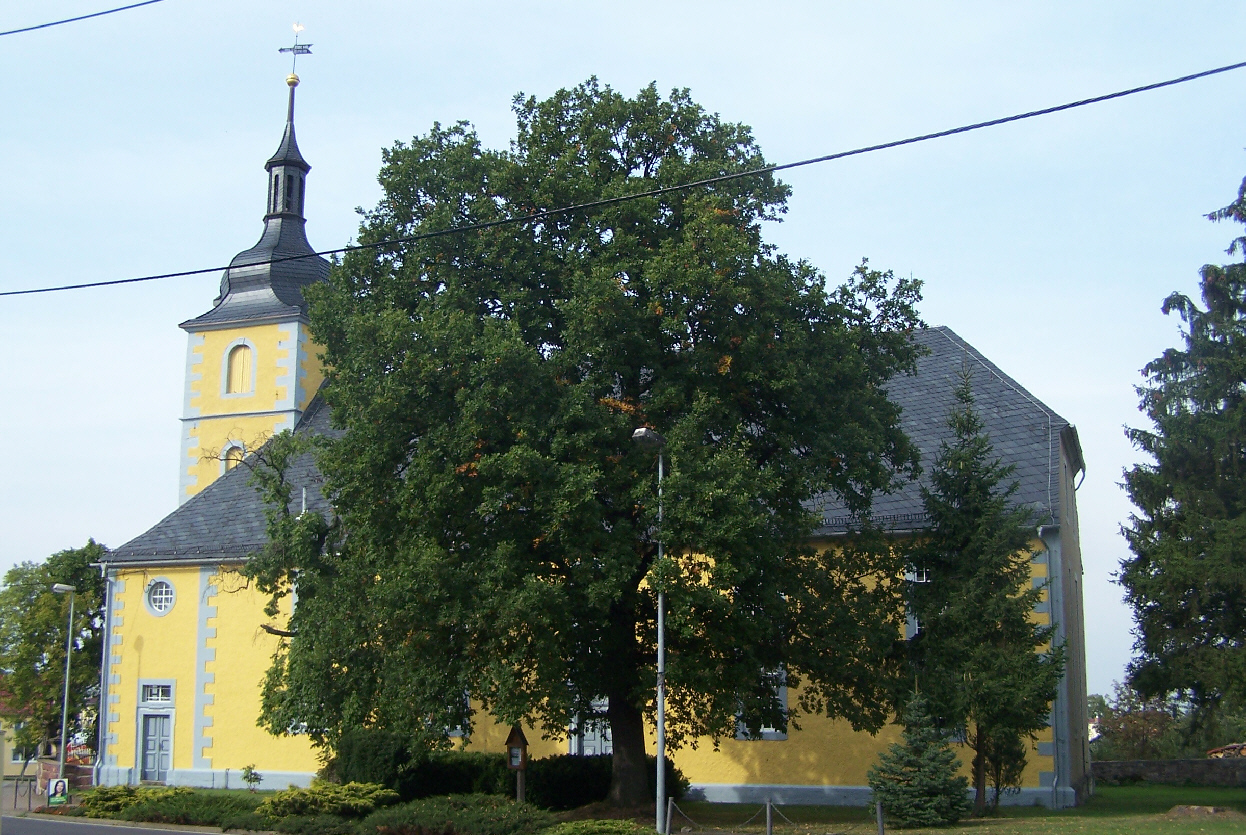
Dreifaltigkeitskirche

Gräfenhain ist ein Ortsteil von Ohrdruf im thüringischen Landkreis Gotha.

## Geografie
Gräfenhain liegt als Waldhufendorf in 450 bis 500 Meter Höhe am Fuße des Thüringer Waldes. Die umliegenden Höhenzüge haben teilweise Höhen von über 700 Metern.

## Geschichte

### Von der Ersterwähnung bis zur Gegenwart
In alten Schriften wird Gräfenhain auch „Gräfenhagin“ oder „Gräfenhahn“ genannt (daher wahrscheinlich auch der Hahn im Wappen). Der Ort entstand im 11. oder 12. Jahrhundert als Rodungssiedlung. Erstmals erwähnt wurde der Ort im Jahr 1230 anlässlich des Verkaufs für 60 Mark Silber und ein Pferd eines Besitzanteils der Grafen Ernst und Heinrich von Gleichen an das Kloster Georgenthal. Die Einwohner waren einst zumeist in der Forstwirtschaft tätig, später auch in der Keramik- und Puppenherstellung. Nach der Auflösung des Klosters Georgenthal gehörte der Ort ab 1531 zum Amt Georgenthal, das seit 1640 zum Herzogtum Sachsen-Gotha gehörte.
1869 entstand die Porzellanfabrik Halbig, die mit 200 Arbeitsplätzen lange Zeit größter Arbeitgeber am Ort war. Im 19. Jahrhundert ereigneten sich mehrere Großbrände.
Am 1. Januar 2019 wurde die selbständige Gemeinde Gräfenhain in die Stadt Ohrdruf eingegliedert. Zuvor war Ohrdruf bereits erfüllende Gemeinde für Gräfenhain.

### Einwohnerentwicklung
| - 1994: 1412 - 1995: 1431 - 1996: 1454 - 1997: 1494 - 1998: 1520 - 1999: 1518 | - 2000: 1528 - 2001: 1534 - 2002: 1530 - 2003: 1501 - 2004: 1483 - 2005: 1482 | - 2006: 1449 - 2007: 1431 - 2008: 1408 - 2009: 1414 - 2010: 1391 - 2011: 1347 | - 2012: 1350 - 2013: 1346 - 2014: 1367 - 2015: 1402 - 2016: 1395 - 2017: 1387 | - 2018: 1399 |

Datenquelle 1994 bis 2018: Thüringer Landesamt für Statistik, Stand: 31. Dezember

## Wappen
„In Gold auf einem grünen Berg, der mit einem silbernen, zweimal geteilten Wellenbalken belegt ist, ein schwarzer schreitender Hahn mit roter Bewehrung und roten Kamm und Lappen, beseitet von je einem grünen Nadelbaum“

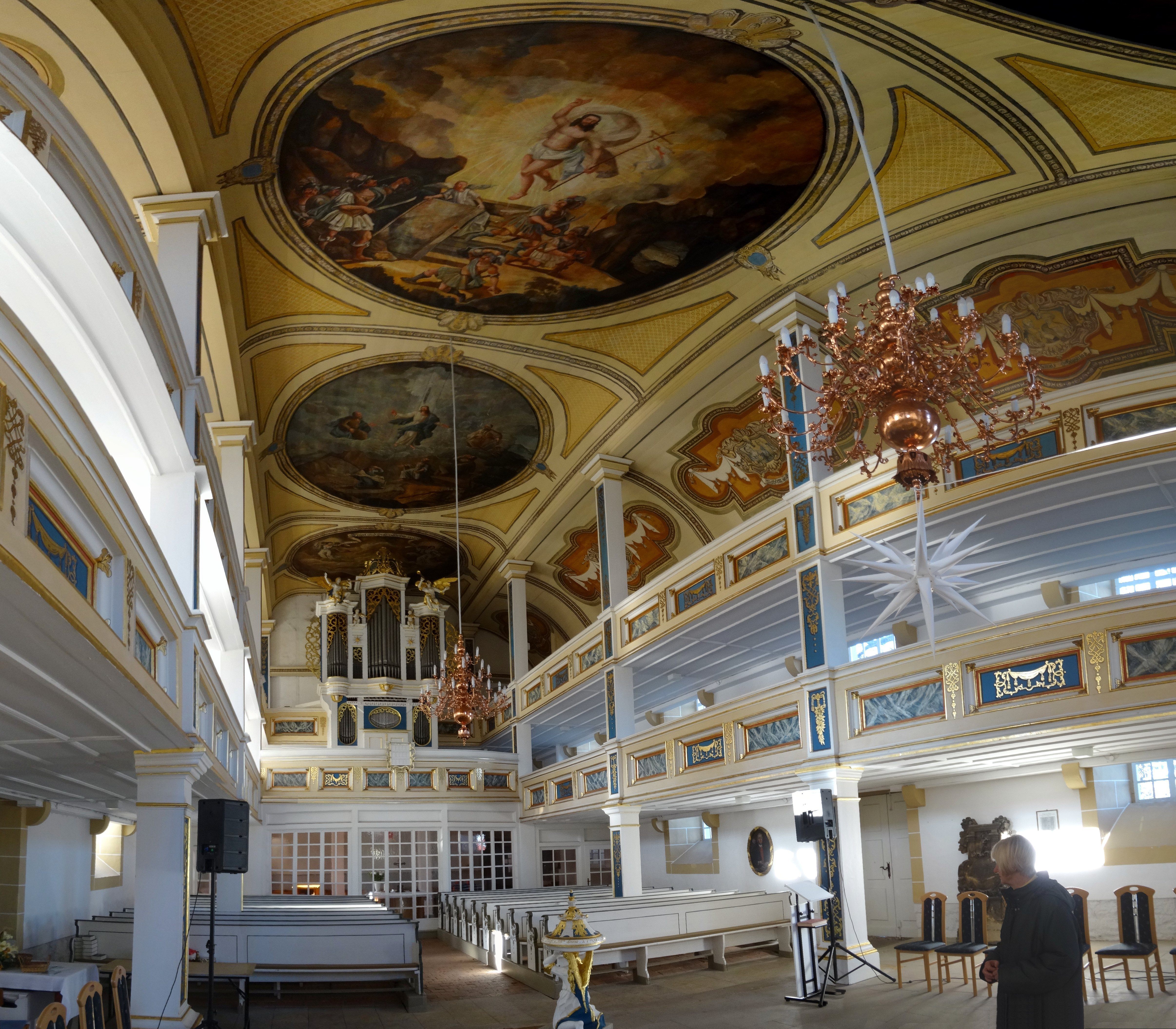
Dreifaltigkeitskirche

## Sehenswürdigkeiten
- Dorfkirche St. Trinitatis mit der Thielemann-Orgel → Hauptartikel: Dreifaltigkeitskirche (Gräfenhain)

## Persönlichkeiten

### Söhne und Töchter des Ortes
- Hans Gleichmar (1914–??), Spielzeughersteller und NDPD-Politiker
- Gert Weber (* 1951), Maler

### Personen, die vor Ort gewirkt haben
- In Gräfenhain wirkte der Industrielle Karl Halbig, der sich auf das Herstellen von Porzellanpuppen spezialisiert hatte, von denen es nur noch wenige Exemplare, darunter einen Teil im nahen Nauendorfer Heimatmuseum, gibt. Den Halbigsturm und „Die Villa“, zwei von Halbigs Wohnorten, die Karl-Halbig-Straße und die eigens von ihm gegründete Puppenfabrik prägen das Ortsbild.
- Auch der Komponist und Organist Hieronymus Florentinus Quehl wirkte in Gräfenhain.